# مریدل (دلاویر)
مریدل (به انگلیسی: Marydel) یک منطقهٔ مسکونی در ایالات متحده آمریکا است که در شهرستان کنت، دلاویر واقع شده‌است.